# Shoshani
Shoshani – wieś położona w południowo-wschodniej części Albanii w gminie Margegaj.